# 汉密尔顿高地历史区
汉密尔顿高地历史区（Hamilton Heights Historic District）是一个美国历史区，位于纽约市汉密尔顿高地，大致边界为圣尼古拉斯大道、西145街、阿姆斯特丹大道和西140街。区内包括192栋排屋住宅、公寓大楼和教堂，建于1886-1931年之间。大多数是三层和四层砖砌排屋。区内的三座教堂是圣路加堂、修道院大街浸信会和长老会圣雅各堂。建筑风格包括安妮女王、罗马式以及布杂艺术.
该区于1983年被列入国家史迹名录。